# Lídia Ginzburg
Vista da sepultura.
Lídia Yakovlevna Ginzburg ( em russo:  Ли́дия Я́ковлевна Ги́нзбург ; 18 de março de 1902, Odessa, Império Russo – 17 de julho de 1990, Leningrado, URSS ) foi uma importante crítica literária e historiadora soviética e um sobrevivente do cerco de Leningrado . Ela foi uma inspiração para uma nova geração de poetas.

## Biografia
Ela nasceu em Odessa em 1902 e se mudou para Leningrado em 1922. Ela se matriculou lá no Instituto Estadual de História das Artes, estudando com Yury Tynyanov e Boris Eikhenbaum, duas grandes figuras do formalismo russo .
Ginzburg sobreviveu aos expurgos, ao bloqueio de Leningrado de 900 dias e à campanha antijudaica do final dos anos 1940 e início dos anos 1950 e tornou-se amiga e inspiração para uma nova geração de poetas, incluindo Alexander Kushner .
Ela publicou uma série de estudos críticos seminais, incluindo "O Caminho Criativo de Lermontov" ("Tvorcheskii put' Lermontova," 1940), "Herzen's 'My Past and Thoughts'" ("'Byloe i dumy' Gertsena," 1957) e "Sobre o herói literário" ("O literaturnom geroe, 1979). On Psychological Prose foi publicado pela Princeton University Press em 1991 em uma tradução para o inglês e edição por Judson Rosengrant, e "Blockade Diary" ("Zapiski blokadnogo cheloveka", 1984), seu livro de memórias do cerco de Leningrado (8 de setembro de 1941 - 27 de janeiro 1944), foi publicado pela Harvill em 1995 com tradução de Alan Myers.